# کلروآریک اسید
کلروآریک اسید (به انگلیسی: Chloroauric acid) با فرمول شیمیایی HAuCl۴ یک ترکیب شیمیایی با شناسه پاب‌کم ۲۸۱۳۳ است. که جرم مولی آن ۳۳۹٫۷۸۵ g/mol می‌باشد. شکل ظاهری این ترکیب، بلورهای زردطلایی است.